# Ratsimilaho
Ratsimilaho (ca. 1694 — 1751), door de Europeanen Tom Smilo genoemd, was een slavenhandelaar en heerser van een oostelijke kustregio op Madagaskar. Naar verluidt is hij de zoon van een Engelse piraat en de Malagassische koningin Antavaratra Rahena. Hij was de stichter van een confederatie in de regio waar hij regeerde. De tegenwoordige Betsimisaraka zijn de nazaten van de leden van deze confederatie. Na de Merina vormen zij de grootste etnische groep op Madagaskar.

## Achtergrond

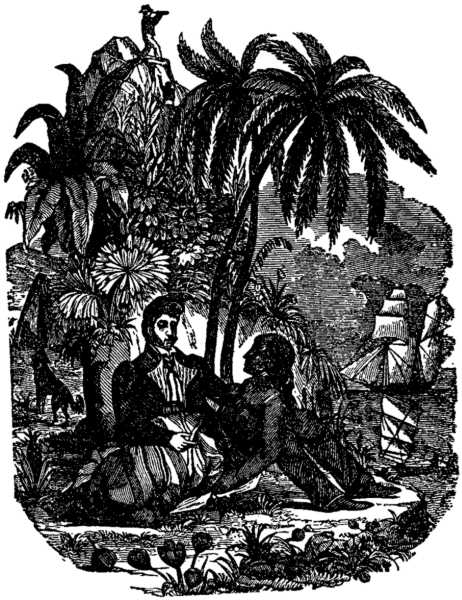
Huwelijken tussen piraten en Malagassische vrouw kwamen in de 17e en 18e eeuw veel voor.

In de achttiende eeuw was het eiland Madagaskar in een groot aantal koninkrijkjes verdeeld. De belangrijkste waren de Sakalava-koninkrijken Menabe en Boina in het westen en het koninkrijk Imerina in de centrale hooglanden. De bewoners van de oostkust dreven veel handel met de piraten die de kust van Madagaskar aandeden. Omstreeks 1685 stichtten deze nederzettingen op het eiland Île Sainte-Marie, maar al snel volgden er meer nederzettingen langs het noordelijke gedeelte van de oostkust. Veel piraten vestigden zich er permanent en onderhielden betrekkingen met de Malagassische vrouwen. In het jaar 1720 liep het aantal piraten en hun nakomelingen in de duizenden; deze nakomelingen werden Zana-Malata's genoemd: 'Kinderen van de mulatto's'.

## Biografie
Volgens Malagassische overleveringen was Ratsimilaho een zoon van Antavaratra Rahena, een prinses uit Foulpointe, en een Engelse piraat. Er zijn veel speculaties over de identiteit van deze piraat, al zijn de meesten het met elkaar eens dat hij Thomas heette. Sommigen beweren dat het Thomas Tew was, maar anderen noemen Thomas White of Thomas Collins als de vader. Thomas zou het kind hebben geadopteerd en hem vervolgens meenemen naar Londen in Groot-Brittannië. Naar verluidt zou Ratsimilaho hier enige tijd onderwijs genoten hebben.
Tijdens zijn afwezigheid vonden diverse machtsverschuivingen op het eiland plaats. Aangelokt door de rijkdommen die de handel met de piraten opleverden veroverden zuidelijke etnische groepen onder leiding van Ramano het gebied ten noorden van Toamasina (In het Frans: Tamatave). Toen Ratsimilaho terugkeerde op het eiland volgde hij zijn moeder op en regeerde hij over een regio van de Zana-Malata's. Aanvankelijk wilde hij onderhandelen met Ramano en zijn manschappen, maar dit liep op niets uit. Hij belegde daarop een vergadering met zijn stamgenoten en haalde hen over om hem als leider in de strijd aan te stellen. Ratsimilaho kreeg van hen daarop de titel Filoha be, dat 'Groot opperhoofd' betekent. Hij verdreef de zuidelijke stammen en wist hun latere aanvallen af te slaan. Later gebruikte hij zijn macht om een nieuw koninkrijk te stichten en nam hij de naam Ramaromanompo aan, dat 'Hij die door velen gediend wordt' betekent.

### De Betsimisaraka

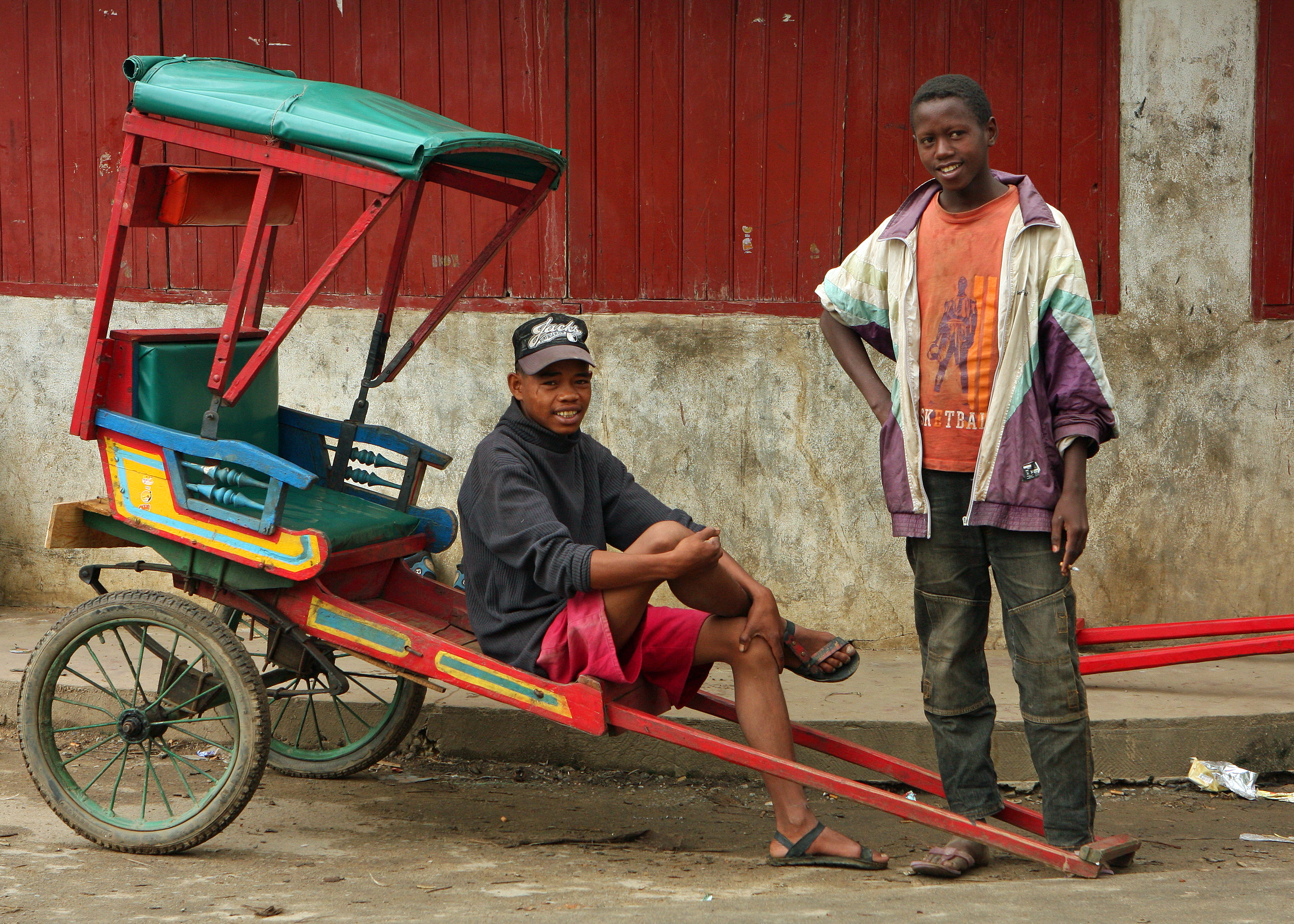
De Betsimisaraka zijn afstammelingen van de leden van de door Ratsimilaho gestichte confederatie.

In 1712 of 1716 stichtte Ratsimilaho een handelsconfederatie die de diverse etnische groepen op de oostkust van Madagaskar moest verenigen en sloot verbonden met Franse handelaren die Île Sainte-Marie aandeden. Aanvankelijk was de naam Betsimisaraka (Malagassisch: 'de velen die niet zullen uiteenvallen') een slogan uit deze tijd, maar later werd dit de gangbare aanduiding voor de leden van de confederatie, die bestond uit handelaren, vissers, landbouwers en piraten. Ratsimilaho breidde het gebied van de Betsimisaraka uit van het schiereiland Masoala tot Mananjary.
Naar verluidt had Ratsimilaho om een vrouw gevraagd bij het volk dat bekendstond als de Zafimbolamena ('Kleinkinderen van goud'), een clan van de Sakalava. Bij haar kreeg hij een zoon die hij Zanahary noemde, een godennaam. Om verder verzekerd te zijn van de hulp van de Sakalava huwde hij Mamadion, de dochter van koning Andriamahatindriarivo, de koning van Boina. Uit dit huwelijk werd in 1735 een dochter geboren, Bety genaamd.

### Laatste jaren
In 1750 trad Ratsimilaho's dochter Bety in het huwelijk met Jean-Onésime Filet, een Franse korporaal die schipbreuk had geleden voor de kust van Madagaskar. Ratsimilaho gaf het echtpaar het eiland Île Sainte-Marie als huwelijkscadeau. Zij regeerde dit eiland in haar vaders plaats tot diens dood. Sommige bronnen beweren echter dat zij in dit jaar koningin werd van het gehele gebied van de Betsimisaraka.
Ratsimilaho stierf in 1754 en werd begraven op een eiland net buiten de kust ter hoogte van Fenoarivo Atsinanana. Kort hierop werd Koningin Bety opgevolgd door Ratsimilaho's zoon Zanahary.
Na Ratsimilaho's dood viel de confederatie al snel uit elkaar als gevolg van de druk van buitenaf en onderlinge geschillen. De leden van de confederatie, oftewel de Betsimisaraka behielden echter wel hun grondgebied. Hiertoe behoorden onder andere de belangrijke havenstad Toamasina en de steden Fenoarivo Atsinanana en Maroansetra.